# KV28
KV28 (Kings' Valley 28) è la sigla che identifica una delle tombe della Valle dei Re in Egitto; sconosciuto il titolare.
Priva di decorazioni parietali, la tomba è costituita da un pozzo che dà accesso ad una piccola camera rettangolare in cui si rilevano le tracce di una porta prevista, ma non scavata. Verosimilmente non reale, venne mappata e rilevata da Wilkinson nel 1825-1835 e scavata nel 1990 da Donald P. Ryan.
La presenza di resti umani, bende di mummie e di frammenti di vasellame, ha fatto datare la KV28 al regno di Thutmosi IV.

### Approfondimenti
1. ↑  Le tombe vennero classificate nel 1827, dalla numero 1 alla 22, da John Gardner Wilkinson in ordine geografico. Dalla numero 23 la numerazione segue l’ordine di scoperta.

### Fonti
1. ↑  Nicholas Reeves e Richard Wilkinson, The complete valley of the Kings, New York, Thames & Hudson, 2000, p. 182.
2. ↑  Theban Mapping Project.